# Traffic Light Tree
Traffic Light Tree est une sculpture de l'artiste français Pierre Vivant située à Londres sur le rond-point de Canary Wharf. Depuis 2014, elle remplace un platane qui a succombé à la pollution de l'air. De 8 mètres de haut, elle est constituée de 75 feux tricolores qui s'allument de manière aléatoire qui symbolisent l'agitation de Canary Wharf et du monde financier,.
L'œuvre a été imaginée en 1998 et construite en 1999 pour un concours organisé par la Public Art Commissions Agency. L'idée originale était que les lumières changeaient selon l'activité de la Bourse de Londres, mais cette proposition s'est révélée trop chère,.

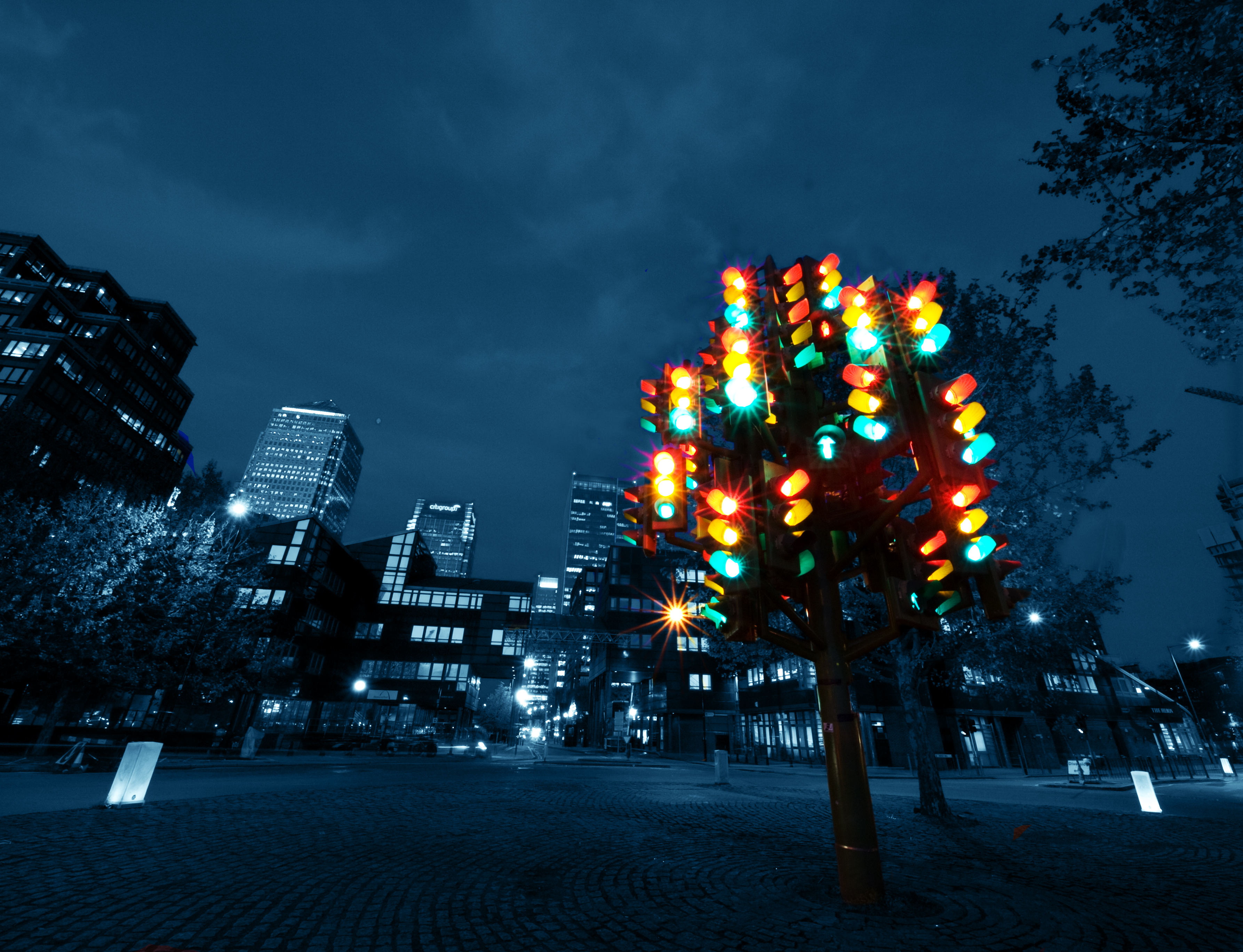
La sculpture la nuit